# ファン翻訳
ファン翻訳（ファンほんやく、英: Fan translation）、またはユーザー生成翻訳（ユーザーせいせいほんやく）、有志翻訳（ゆうしほんやく）とは、ファンによって作成されたメディア製品の非公式な翻訳である。多くの場合、公式による翻訳版がまだ利用できない言語に翻訳される。一般的に、ファンは翻訳者としての正式なトレーニングを受けていないが、特定のジャンルへの関心に基づいて翻訳プロジェクトに参加している。 

## 分野

### ファンサブ
ファンサブとは、ファン・ネットワークによる字幕付与を示す。多くの言語において、最もファンサブの対象として人気のある作品は、ハリウッド映画とアメリカドラマだが、英語へのファンサブの大部分はアニメや特撮など、東アジアのエンターテインメントが対象となっている。

### ビデオゲームのファン翻訳
ビデオゲームのファン翻訳は、1990年代後半のビデオゲームコンソールエミュレーションの台頭とともに成長し、現在でもレトロゲームに大きく焦点が当てて行われている。ゲームのファン翻訳は通常、元のゲームのバイナリファイルを新しいバイナリに変更する非公式パッチとして配布される。 
Vazquez-Calvo (2018)は、複雑なファン翻訳の手法や企業へのコンテンツ翻訳の交渉、そしてそれを受けての翻訳のネット上での配布が言語学習の環境を豊かにする例について、"The Online Ecology of Literacy and Language Practices of a Gamer"で提示している。ファン翻訳プロジェクトは、ファン翻訳版ゲームがプレイ可能となることを約束した上でファンによって企画され、開発者から外部委託される。専門的な翻訳、ローカライズが非常に必要とされている一方で、企業や開発者の側が大規模な多言語ローカライズに対応できるほどの予算を用意できない場合も実態としてある。たとえば、同人ゲームのシリーズである『東方Project』の場合、原作者のZUNは、IGNの今井晋とのインタビューの中で、Steam向けに他言語版を用意しなかった理由として、
「一度、やろうとしたんですが、なかなか作業時間がとれなくて、だからもう有志の人が翻訳しているものが結構あるので、そっちでいいのかなっていう。」—ZUN
とし、今井から非公式の翻訳にお墨付きを与えればよいではないかと尋ねられた際には、
そういうわけにいかないんですよね。結局、僕もどこかの翻訳業者に出すわけだから、その人がわかっていないと言われかねない。そう考えるとちょっとめんどくさいなーと。ニュアンスも結構、日本語じゃないと伝わらない部分ってあると思うんですよ。まあ日本語でいいのかな。シューティングゲームだし。
と回答している。
また、元ゲームの言語を理解できるが、別の言語でもゲームをプレイしたいと思っているファンも存在する。例として、開発者の許可を得て、ゲームを英語からカタロニア語に翻訳したカタロニア語ゲーマーのグループが挙げられる。彼らの言語活動によって、彼らは自分たちの言語コミュニティに貢献するだけでなく、興味深い言語イデオロギーを描き、異文化、言語間のファン翻訳によって促される言語学的議論と言語学習の場を形成している 。

### スキャンレーション
スキャンレーション（英: Scanlation）は、ファン・ネットワークによるマンガや小説の翻訳である。ファンは漫画をスキャンしてコンピューター画像に変換したうえで、画像内のテキストを翻訳する。完成した翻訳は、通常電子形式でのみ配布される。別の方法として、翻訳されたテキストのみを配布することがある。その場合、読者は元の言語のままの作品を購入する必要がある。

### ファンダブ
ファンダブとは、ファン・ネットワークによるメディア製品の吹き替えである。翻訳された音源は、元の音源の翻訳代替として使用されるか、パロディーや要約シリーズなどのユーモラスな目的で使用される。

## 歴史
視聴覚資料のファン翻訳、特にアニメのファンサブは、1980年代に遡る。O'Hagan（2009）は、ファンサブが「日本国外で配信される公式の過剰編集版」に対する抗議の一形態として浮上し、ファンはより短時間でより本格的な翻訳版を求めた、と主張している。
初期のファンサブやファンダブの取り組みには、VHSテープの操作が必要だったが、これには莫大な費用と時間がかかった。アメリカで最初に報告されたファンサブは、1980年代半ばに制作された『ルパン三世』のもので、字幕を取りつける作業には、エピソードごとに平均100時間を必要とした。

## 影響
文化産業の発展、技術の進歩、オンラインプラットフォームの拡大によって、ファン翻訳作品は大きく増加の傾向にある。これにしたがって、翻訳コミュニティの増加やコンテンツの多様性も加速している。
ファン翻訳の最大の受益者は、ファン翻訳によって外国の文化に直接触れる機会を得ていることから、さまざまな大衆文化製品のファンでもある視聴者や読者、ゲームプレーヤーであることは間違いない。一方でコンテンツ側も、提供する製品の世界的な文化的浸透、同化・受容がもたらされることで恩恵を受けているといえる。しかし、同時にファン翻訳はプロの翻訳に対する潜在的な脅威と見なされている。実際、ファン翻訳コミュニティは、シェアやボランティアの精神、自分でやるという思考、そして何よりも同一の目標をめざす情熱と熱意に基づいて構築されており、非営利的な翻訳が拡散される状況を作り出している。とはいえ、プロフェッショナルな翻訳業界では、専門知や芸術性が求められる他のプロ同様に豊富な経験と関連知識が強く求められ、実際にファン翻訳が脅威とされることはそれほど多くない。
さらに、ファン翻訳の発展により、コンテンツは映画やビデオゲーム、ファンフィクション作品に限定されなくなっていった。近年では、教育授業や政治演説、評論ニュースレポートなどのさまざまな形式が登場し、娯楽から社会的重要性へとその価値を拡張することで、ファン翻訳に全く新しい意味が込めなおされている。 これはヘンリー・ジェンキンスが言うように、大衆文化が、より意味のある公的文化への道を準備しているのかもしれない。この傾向はインターネット・インフラの普及で新たに出現した現象であるため、個人的興味を超えた、社会全体で公然とファン翻訳が見られるようになった。結果として、ファン翻訳活動はどういうわけか必然的なものであることを認めなければならなくなった。

## 著作権と検閲に関する問題
ファンは、著作者からの適切な許可を求めずにコンテンツを翻訳することが多いため、ファン翻訳は著作権侵害と並べて語られることが多い。ファン翻訳者による調査によれば、活動者は翻訳する作品への情熱のあまり、他のファンがコンテンツにアクセスできるように支援をしたいという思考が、活動の原動力になっているとされている。一部の著作者は、コンテンツをより多くのユーザーに浸透させるのに役立つと判断し、ファン翻訳を容認することがある。
ファン翻訳が公式化されたケースも存在する。たとえば、『ドキドキ文芸部!』の場合、オリジナルであるWindows版が発売された時点ではまだ日本向けにローカライズがされておらず、ファン翻訳チーム「DDLC翻訳部」が非公式日本語化パッチを制作しており、長らく日本のファンの間で親しまれていた。その後、日本のゲーム会社PLAYISMが『ドキドキ文芸部プラス！』という題名で家庭用ゲーム機向けにリリースする際、非公式パッチをもとにローカライズを実施した。その理由として、PLAYISM側はファミ通とのインタビューの中で、「開発のTeam Salvatoさんはファンベースをたいへん大切にしており、それを活かしたいという想いが強かったのだと思います。」と説明すると同時に、非公式翻訳によって日本での知名度があがったとも述べている。また、『Stellaris』という別作品も、非公式の翻訳をもとに公式日本語版が発売されている。